# 隱藏的宇宙
《隱藏的宇宙》（英語：Hidden Universe 3D）是一部在澳大利亞製作的天文題材紀錄片，由拉塞爾·斯科特（Russell Scott）編劇和導演，旁白則是曾經獲得金球獎的演員米兰达·理查森。該影片於2013年在 IMAX 3D 電影院上映。

## 劇情概要
該紀錄片的影像都是現時世界上觀測能力最強的望遠鏡群所拍攝，讓觀眾有如在宇宙深處漫遊。而高解析度的天體影像讓觀眾宛如探索宇宙最早期的星系、在激烈活動的氣體與塵埃雲中窺見形成中的恆星、在火星的表面旅遊，以及看見遙遠天體的結構，包含太陽的壯麗景色。而這些新影像讓人類得以洞察宇宙的起源與演變。

## 製作單位
《隱藏的宇宙》是由 December Cinema Productions 和維多利亞州電影委員會、斯威本科技大學和欧洲南方天文台製作。

## 外部連結
- 官方网站
- 互联网电影数据库（IMDb）上《Hidden Universe 3D》的资料（英文）
- 官方Facebook （页面存档备份，存于）
- 《爛番茄》網站介紹 （页面存档备份，存于）